# Coenobita brevimanus
Coenobita brevimanus (лат.) — вид десятиногих раков из семейства Coenobitidae надсемейства раков-отшельников (Paguroidea). Обитает на восточном побережье Африки и в юго-западной части Тихого океана. Крупнейший представитель рода, масса взрослых особей до 230 граммов. Это самый приспособленный к наземному образу жизни рак-отшельник, после пальмового вора. У Coenobita brevimanus толстый экзоскелет, позволяющий свести к минимуму потери влаги. Он обладает очень крупной левой клешнёй, которой закрывает вход в свою раковину.